# Metamorfik orlicko-kłodzki
Metamorfik orlicko-kłodzki, kopuła kłodzko-orlicka – jednostka geologiczna w Sudetach, obejmująca metamorfik bystrzycko-orlicki oraz metamorfik Lądka i Śnieżnika, rozdzielone tektonicznym rowem Górnej Nysy.
Geograficznie obejmuje pogranicze Sudetów Środkowych i Wschodnich, natomiast pod względem budowy geologicznej wchodzi w skład struktury zachodniosudeckiej, która sięga na wschód po nasunięcie ramzowskie.
Nowa, proponowana nazwa, to kopuła orlicko-śnieżnicka.